# Eupithecia draudti
Eupithecia draudti är en fjärilsart som beskrevs av Karl Dietze 1913. Eupithecia draudti ingår i släktet Eupithecia och familjen mätare. Inga underarter finns listade i Catalogue of Life.